# Soma (botanika)
Soma – roślina, opisywana w Wedach. Jej sok był głównym składnikiem wedyjskiego napoju rytualnego nazywanego również soma. Napój miał obdarzać pijącego siłą.
Soma jest identyfikowana przez współczesnych parsów z haomą o cierpkim smaku. Jest to jednak nieprawdopodobne, ponieważ haoma nie zawiera żadnych właściwości psychoaktywnych. Do napoju soma używano soku rośliny, który mieszano z mlekiem.
Prawdopodobnie somą był gatunek toinowatych Cynanchum sarcomedium.
Starożytni Hindusi wierzyli, że wzrastanie somy zależy od faz księżyca, toteż z upływem czasu zaczęli go nazywać Soma.